# Brometo de clidínio
Brometo de clidínio é um fármaco utilizado pela medicina no tratamento de úlceras, gastrite e duodenite.
Derivado de um amônio quartenário, tem propriedades antiespasmódicas e anticolinérgicas, de equivalência a da atropina. Também diminui a secreção ácido-peptica gástrica.